# John Whitney Barlow
Pour les articles homonymes, voir John Barlow et Barlow.
John Whitney Barlow (26 juin 1838 à New York – 27 février 1914 à Jérusalem) était un militaire de carrière et un officier général de l'US Army. Pendant et après la Guerre de Sécession, il était particulièrement remarqué pour ses talents d'ingénieur, l'un de ses grands travaux, ayant eu un impact civil considérable, fut son rapport concernant l'exploration réalisée par l'expédition Hayden à Yellowstone en 1871 dont le pic Barlow porte son nom. Il est enterré au cimetière national d'Arlington.